# Samadet
Samadet é uma comuna francesa na região administrativa da Nova Aquitânia, no departamento Landes. Estende-se por uma área de 25,87 km². Em 2010 a comuna tinha 1 187 habitantes (densidade: 45,9 hab./km²).